# How Big, How Blue, How Beautiful Tour
How Big, How Blue, How Beautiful Tour è il terzo tour mondiale del gruppo musicale britannico Florence and the Machine, a supporto del loro terzo album in studio, How Big, How Blue, How Beautiful.

## Scaletta
Questa è la scaletta del concerto del 13 aprile 2016 a Bologna. Non è pertanto rappresentativa di tutti i concerti.
1. What the Water Gave Me
2. Ship to Wreck
3. Bird Song (Intro)
4. Rabbit Heart (Raise It Up)
5. Shake It Out
6. Delilah
7. Sweet Nothing (cover di Calvin Harris)
8. You Got the Love
9. How Big, How Blue, How Beautiful
10. Cosmic Love (Acoustic)
11. Long & Lost
12. Mother
13. Queen of Peace
14. Spectrum
15. Dog Days Are Over
16. What Kind of Man
17. Drumming Song

## Artisti d'apertura
La seguente lista rappresenta il numero correlato agli artisti d'apertura nella tabella delle date del tour.
- The Staves = 1
- Jack Ladder and the Dreamlanders = 2
- Anderson Paak = 3
- Grimes = 4
- Of Monsters and Men = 5

## Date del tour
| Data               | Città             | Stato               | Luogo                           | Artisti d'apertura |
| How Big Tour       | How Big Tour      | How Big Tour        | How Big Tour                    | How Big Tour       |
| Europa             | Europa            | Europa              | Europa                          | Europa             |
| ------------------ | ----------------- | ------------------- | ------------------------------- | ------------------ |
| 9 settembre 2015   | Belfast           | Regno Unito         | SSE Odyssey Arena               | 1                  |
| 10 settembre 2015  | Dublino           | Irlanda             | 3Arena                          | 1                  |
| 12 settembre 2015  | Sheffield         | Regno Unito         | Sheffield Arena                 | 1                  |
| 14 settembre 2015  | Glasgow           | Regno Unito         | The SSE Hydro                   | 1                  |
| 15 settembre 2015  | Newcastle         | Regno Unito         | Metro Radio Arena               | 1                  |
| 17 settembre 2015  | Nottingham        | Regno Unito         | Motorpoint Arena Nottingham     | 1                  |
| 18 settembre 2015  | Manchester        | Regno Unito         | Manchester Arena                | 1                  |
| 19 settembre 2015  | Birmingham        | Regno Unito         | Genting Arena                   | 1                  |
| 21 settembre 2015  | Londra            | Regno Unito         | Alexandra Palace                | 1                  |
| 22 settembre 2015  | Londra            | Regno Unito         | Alexandra Palace                | 1                  |
| 24 settembre 2015  | Londra            | Regno Unito         | Alexandra Palace                | 1                  |
| 25 settembre 2015  | Londra            | Regno Unito         | Alexandra Palace                | 1                  |
| Nord America       |                   |                     |                                 |                    |
| 9 ottobre 2015     | Nashville         | Stati Uniti         | Ascend Amphitheater             | N.D.               |
| 11 ottobre 2015    | Austin            | Stati Uniti         | Zilker Park                     | N.D.               |
| 13 ottobre 2015    | Phoenix           | Stati Uniti         | Ak-Chin Pavilion                | N.D.               |
| 14 ottobre 2015    | San Diego         | Stati Uniti         | Viejas Arena                    | N.D.               |
| 16 ottobre 2015    | Los Angeles       | Stati Uniti         | Hollywood Bowl                  | N.D.               |
| 17 ottobre 2015    | Los Angeles       | Stati Uniti         | Hollywood Bowl                  | N.D.               |
| 20 ottobre 2015    | Santa Barbara     | Stati Uniti         | Santa Barbara Bowl              | N.D.               |
| 21 ottobre 2015    | Berkeley          | Stati Uniti         | Greek Theatre                   | N.D.               |
| 22 ottobre 2015    | Berkeley          | Stati Uniti         | Greek Theatre                   | N.D.               |
| 24 ottobre 2015    | Portland          | Stati Uniti         | Veterans Memorial Coliseum      | N.D.               |
| 25 ottobre 2015    | Vancouver         | Canada              | Rogers Arena                    | N.D.               |
| 27 ottobre 2015    | Seattle           | Stati Uniti         | KeyArena                        | N.D.               |
| Oceania            |                   |                     |                                 |                    |
| 7 novembre 2015    | Perth             | Australia           | Perth Arena                     | 2                  |
| 10 novembre 2015   | Melbourne         | Australia           | Sidney Myer Music Bowl          | 2                  |
| 11 novembre 2015   | Melbourne         | Australia           | Sidney Myer Music Bowl          | 2                  |
| 13 novembre 2015   | Sydney            | Australia           | Sydney Opera House Forecourt    | 2                  |
| 14 novembre 2015   | Sydney            | Australia           | Sydney Opera House Forecourt    | 2                  |
| 15 novembre 2015   | Sydney            | Australia           | Sydney Opera House Forecourt    | 2                  |
| 17 novembre 2015   | Sydney            | Australia           | Sydney Opera House Forecourt    | 2                  |
| 18 novembre 2015   | Brisbane          | Australia           | Riverstage                      | 2                  |
| 21 novembre 2015   | Auckland          | Nuova Zelanda       | Vector Arena                    | 2                  |
| Asia               |                   |                     |                                 |                    |
| 26 novembre 2015   | Abu Dhabi         | Emirati Arabi Uniti | duArena                         | N.D.               |
| Europa             |                   |                     |                                 |                    |
| 9 dicembre 2015    | Anversa           | Belgio              | Sportpaleis                     | N.D.               |
| 10 dicembre 2015   | Amsterdam         | Paesi Bassi         | Ziggo Dome                      | N.D.               |
| 12 dicembre 2015   | Łódź              | Polonia             | Atlas Arena                     | N.D.               |
| 13 dicembre 2015   | Berlino           | Germania            | Velodrom                        | N.D.               |
| 14 dicembre 2015   | Amburgo           | Germania            | Barclaycard Arena               | N.D.               |
| 16 dicembre 2015   | Monaco di Baviera | Germania            | Olympiahalle                    | N.D.               |
| 18 dicembre 2015   | Düsseldorf        | Germania            | Mitsubishi Electric Halle       | N.D.               |
| 19 dicembre 2015   | Zurigo            | Svizzera            | Hallenstadion                   | N.D.               |
| 21 dicembre 2015   | Milano            | Italia              | Mediolanum Forum                | N.D.               |
| 22 dicembre 2015   | Parigi            | Francia             | Zénith Paris                    | N.D.               |
| How Blue Tour      |                   |                     |                                 |                    |
| Europa             |                   |                     |                                 |                    |
| 12 aprile 2016     | Vienna            | Austria             | Wiener Stadthalle               | N.D.               |
| 13 aprile 2016     | Bologna           | Italia              | Unipol Arena                    | N.D.               |
| 14 aprile 2016     | Torino            | Italia              | Pala Alpitour                   | N.D.               |
| 16 aprile 2016     | Barcellona        | Spagna              | Palau Sant Jordi                | N.D.               |
| 17 aprile 2016     | Madrid            | Spagna              | Palacio Vistalegre              | N.D.               |
| 18 aprile 2016     | Lisbona           | Portogallo          | MEO Arena                       | N.D.               |
| How Beautiful Tour |                   |                     |                                 |                    |
| Nord America       |                   |                     |                                 |                    |
| 12 maggio 2016     | Miami             | Stati Uniti         | American Airlines Arena         | 3                  |
| 14 maggio 2016     | Orlando           | Stati Uniti         | Amway Center                    | 3                  |
| 15 maggio 2016     | Atlanta           | Stati Uniti         | Centennial Olympic Park         | N.D.               |
| 17 maggio 2016     | The Woodlands     | Stati Uniti         | Cynthia Woods Mitchell Pavilion | 4                  |
| 18 maggio 2016     | Dallas            | Stati Uniti         | American Airlines Center        | 4                  |
| 19 maggio 2016     | Austin            | Stati Uniti         | Austin360 Amphitheater          | 4                  |
| 22 maggio 2016     | Gulf Shores       | Stati Uniti         | East Beach Boulevard            | N.D.               |
| 24 maggio 2016     | Bonner Springs    | Stati Uniti         | Cricket Wireless Amphitheater   | 4                  |
| 26 maggio 2016     | Denver            | Stati Uniti         | Pepsi Center                    | 4                  |
| 28 maggio 2016     | Napa              | Stati Uniti         | Napa Valley Expo                | N.D.               |
| 30 maggio 2016     | George            | Stati Uniti         | The Gorge Amphitheatre          | N.D.               |
| 2 giugno 2016      | Saint Paul        | Stati Uniti         | Xcel Energy Center              | 5                  |
| 4 giugno 2016      | Cuyahoga Falls    | Stati Uniti         | Blossom Music Center            | 5                  |
| 5 giugno 2016      | Cincinnati        | Stati Uniti         | Sawyer Point & Yeatman's Cove   | N.D.               |
| 7 giugno 2016      | Mansfield         | Stati Uniti         | Xfinity Center                  | 5                  |
| 8 giugno 2016      | Montréal          | Canada              | Bell Centre                     | 5                  |
| 10 giugno 2016     | Toronto           | Canada              | Budweiser Stage                 | 5                  |
| 11 giugno 2016     | Clarkston         | Stati Uniti         | DTE Energy Music Theatre        | 5                  |
| 12 giugno 2016     | Tinley Park       | Stati Uniti         | Hollywood Casino Amphitheatre   | 5                  |
| 14 giugno 2016     | Brooklyn          | Stati Uniti         | Barclays Center                 | 4                  |
| 15 giugno 2016     | Brooklyn          | Stati Uniti         | Barclays Center                 | 4                  |
| 17 giugno 2016     | Camden            | Stati Uniti         | BB&T Pavilion                   | N.D.               |